# Arnish Point Lighthouse
Das Arnish Point Lighthouse, auch Arnish Lighthouse, ist ein Leuchtturm auf der schottischen Hebrideninsel Lewis. 1971 wurde der Leuchtturm in die schottischen Denkmallisten in der Kategorie B aufgenommen.

## Geschichte
Als James Matheson 1846 Lewis erwarb, befand sich am Standort vermutlich bereits ein Leuchtfeuer. Matheson ließ die nahegelegene Seaforth Lodge zugunsten von Lews Castle abtragen. Zwar war der Hafen von Stornoway bereits seit den 1780er Jahren etabliert, Matheson ließ ihn jedoch ausbauen und initiierte möglicherweise auch den Bau des Leuchtturms als Ersatz für das Leuchtfeuer.
Der aus der bekannten Leuchtturmbauerfamilie Stevenson stammende Alan Stevenson war für die Planung der Anlage verantwortlich. Es handelt sich um den letzten von Alan Stevenson gebauten Leuchtturm und gleichzeitig um den ersten Leuchtturm, welchen das Northern Lighthouse Board aus vorgefertigten Stahlelementen erbauen ließ, die in Renfrew gegossen wurden. Da der Standort entfernt von Stornoway an einem Kap jenseits eines Moorlands auf den entlegenen Äußeren Hebriden liegt, gestaltete sich die Suche nach dem ausführenden Bauunternehmen schwierig. 1852 wurde das Arnish Point Lighthouse in Betrieb gesetzt. 1963 wurde der Betrieb automatisiert. Die Wärterwohnungen wurden 1991 als Ferienwohnungen vermietet.

## Beschreibung
Der Leuchtturm befindet sich am Kap Arnish Point an der Einfahrt in den Stornoway Harbour etwa zwei Kilometer südlich von Stornoway an der gegenüberliegenden Küste. Sein Feuer befindet sich auf einer Höhe von 17 Metern. Es handelt sich um ein Sektorenfeuer, das alle zehn Sekunden in zwei Sektoren einen weißen Blitz und in einem Sektor einen roten Blitz sendet. Die Tragweiten des weißen beziehungsweise roten Signals betragen 16,7 Kilometer beziehungsweise 13 Kilometer. Ursprünglich sandte der Leuchtturm eine weiße Kennung aus. Auf dem runden, rund zehn Meter hohen Stahlturm sitzt eine Laterne, welche die Optik trägt. Das Eingangsportal am Fuße ist schlicht neo-ägyptisch ausgestaltet.
Die abseits gelegenen ehemaligen Wärterbehausungen sind als eingeschossige Cottages mit Flachdach ausgeführt. Von diesem ragen markante Kamine auf. Es sind Vorgärten abgegrenzt.